# Data (Berg)
Der Data (en: Mount Data) ist ein Berg mit einer Höhe von 2187 m auf der Insel Luzon, Philippinen. Er liegt im zentralen Teil der Cordillera Central im Südosten der Mountain Province, unweit des Halsema Highway und der Grenze zur Provinz Benguet. Die nächste Großstadt ist Baguio City, ca. 50 Kilometer südlich. 
Der Data ist unter anderem dadurch bekannt, dass die drei große Flüsse Agno, Abra und der Rio Chico ihre Quellen an seinen Bergflanken haben. In den Wäldern am Berg wurden bislang die endemischen und nur am Data lebende Luzon-Breitzahnratte (Abditomys latidens) und die Luzon-Baumratte (Carpomys melanurus) entdeckt. Das Gebiet um den Berg wurde 1940 auf einer Fläche von 33,52 km² zum Mount-Data-Nationalpark erklärt. 